# Château de Castelmur
Ne doit pas être confondu avec Palais Castelmur.
Le château de Castelmur, appelé en allemand Burg Castelmur, est un château fort situé à Bondo, sur le territoire de la commune grisonne de Bregaglia, en Suisse.

## Histoire
Le château, dont la date de construction n'est pas connue, est bâti de manière à fermer la vallée dans laquelle il se dresse. La première mention écrite date de 840 environ ; elle décrit un château fort et un péage appelés  « Castellum ad Bregalliam ». Passé sous le contrôle de l'évêque de Coire vers 960, le château est la cible de fréquentes attaques de la maison de Chiavenna jusqu'au XVe siècle où elle perd progressivement de son importance militaire.
Abandonné depuis le XVIe siècle, le château est en ruine au moins depuis 1600. Des fouilles archéologiques y ont été menées entre 1921 et 1928 et ont permis de mettre au jour une agglomération romaine. L'ensemble est inscrit comme bien culturel d'importance nationale.

## Sources
- (de) Cet article est partiellement ou en totalité issu de l’article de Wikipédia en allemand intitulé « Burg Castelmur » (voir la liste des auteurs).